# Observatorio de Pises
El observatorio de Pises (nombre original en francés: Observatoire des Pises) es un observatorio astronómico creado por la Sociedad Astronómica de Montpellier. Tiene acreditado por el Centro de Planetas Menores el descubrimiento de 90 asteroides entre 1997 y 2015.

## Localización
Se ubica en el Parque nacional de las Cevenas, junto a un pequeño embalse denominado Lac des Pises", en el departamento de Gard (sur de Francia).

## Historia
La construcción del observatorio se inició en otoño de 1985, concluyendo en 1987 con la finalización del montaje de la cúpula.

## Eponimia
- El asteroide (18623) Pises lleva este nombre en honor del observatorio.[2]

## Instrumentos
- Un telescopio refractor de 80 mm
- Un telescopio newtoniano de 210 mm
- Un T400 Cassegrain
- Un T500 Newton (estos dos últimos se encuentran en la cúpula)